# 吉格木德
吉格木德（1939年12月—2024年11月10日），全名巴·吉格木德，男，蒙古族，内蒙古鄂托克旗人，中国蒙医学家、蒙医学医史文献学家，内蒙古医科大学教授、主任医师，第二届国医大师。